# 安蒂奧克 (伊利諾伊州)
安蒂奥克（英語：Antioch）是位於美國伊利諾伊州萊克縣的一個村落。

## 地理
安蒂奥克的座標為42°28′45″N 88°05′27″W / 42.47917°N 88.09083°W，而該地最高點為海拔高度239米（即784英尺）。

## 人口
根據2010年美國人口普查的數據，安蒂奥克的面積為21.87平方千米，當中陸地面積為20.87平方千米，而水域面積為1.00平方千米。當地共有人口14430人，而人口密度為每平方千米659人。